# Miroslav Zaťko
Miroslav Zaťko (ur. 27 stycznia 1984) – słowacki hokeista.

## Kariera klubowa
- HK 95 Považská Bystrica (2002-2003)
- MsHK Žilina (2003-2004)
- HK 95 Powaska Bystrzyca (2003-2006)
- KH Sanok (2006-2007)
- Naprzód Janów (2007-2010)
- Unia Oświęcim (2010-2012)
- JKH GKS Jastrzębie (2012-2014)
- Ciarko PBS Bank KH Sanok (2014-2015)
- HK Dukla Trenczyn (2015)
- MsHK Żylina (2015-2016)
- GKS Tychy (2016-2017)
- Orlik Opole (2017-2018)
- HC Nové Zámky (2018-2019)
- Unia Oświęcim (2019-2021)
- HK 95 Považská Bystrica (2021-)

Wychowanek klubu MHC Martin. Do 2012 występował w Unii Oświęcim. Od kwietnia 2012 zawodnik JKH GKS Jastrzębie (podpisał dwuletnią umowę). Od końca maja 2014 ponownie zawodnik klubu z Sanoka. Od października 2012 roku w sezonie 2012/2013, zgodnie ze zmianą w regulaminie PZHL, nie był wliczany do limitu obcokrajowców (z racji występów w Polskiej Lidze Hokejowej (PLH) nieprzerwanie od co najmniej 48 miesięcy) i z tego względu był traktowany jako gracz krajowy. Od czerwca 2015 zawodnik słowackiego klubu HK Dukla Trenczyn (wraz z nim gracze tego zespołu został inny były gracz Sanoka, Czech Martin Vozdecký). Od listopada 2015 ponownie zawodnik Żyliny. Od maja zawodnik GKS Tychy. Odszedł z klubu po sezonie 2016/2017. Od lipca 2017 zawodnik Orlika Opole. W czerwcu 2018 został graczem HC Nové Zámky. W czerwcu 2019 ponownie został graczem Unii Oświęcim. Po sezonie 2020/2021 odszedł z klubu.

## Kwestia reprezentacyjna
Zawodnik występował w polskiej lidze na zasadzie gracza krajowego. W sierpniu 2010 roku wraz z innym Słowakiem Zoltánem Kubátem był sprawdzany przez selekcjonera Wiktora Pysza w meczach towarzyskich reprezentacji Polski. Czynił starania o polskie obywatelstwo. W 2011 roku został powołany do kadry Polski na mistrzostwa świata I dywizji, jednak ze względu na formalne nieotrzymanie polskiego obywatelstwa nie mógł wziąć udziału w turnieju. W sierpniu 2011 roku ponownie wystąpił w sparingowych meczach reprezentacji Polski, jednak formalnie nie będąc obywatelem Polski (Prezydent RP nie podpisał wniosku o nadanie mu obywatelstwa). Następnie przyjęcie polskiego obywatelstwa zostało wstrzymane z uwagi na zmianę przepisów słowackich, w myśl których przyjęcie obywatelstwa innego państwa przez obywatela słowackie pociąga sobą konieczność zrzeczenia się słowackiego obywatelstwa.

## Sukcesy
Klubowe
- Brązowy medal mistrzostw Polski: 2011, 2012 z Unią Oświęcim, 2014 z JKH GKS Jastrzębie
- Finał Pucharu Polski: 2010, 2011 z Unią Oświęcim, 2014 z KH Sanok, 2019, 2021 z Unią Oświęcim
- Puchar Polski: 2012 z JKH GKS Jastrzębie, 2016 z GKS Tychy
- Srebrny medal mistrzostw Polski: 2013 z JKH GKS Jastrzębie, 2017 z GKS Tychy, 2020[21] z Unią Oświęcim

Indywidualne
- Puchar Polski w hokeju na lodzie 2010:
  - Najlepszy obrońca turnieju finałowego
- Puchar Polski w hokeju na lodzie 2011:
  - Najlepszy obrońca turnieju finałowego
- Polska Liga Hokejowa (2011/2012):
  - Drugie miejsce w klasyfikacji strzelców wśród obrońców w sezonie zasadniczym: 13 goli
  - Pierwsze miejsce w klasyfikacji asystentów wśród obrońców w sezonie zasadniczym: 27 asyst
  - Drugie miejsce w klasyfikacji asystentów wśród obrońców w sezonie zasadniczym: 40 punktów
- Polska Liga Hokejowa (2012/2013):
  - Drugie miejsce w klasyfikacji strzelców wśród obrońców w sezonie zasadniczym: 12 goli
  - Pierwsze miejsce w klasyfikacji asystentów wśród obrońców w sezonie zasadniczym: 25 asyst
  - Pierwsze miejsce w klasyfikacji asystentów wśród obrońców w sezonie zasadniczym: 37 punktów
- Polska Hokej Liga (2014/2015):
  - Pierwsze miejsce w klasyfikacji strzelców wśród obrońców w sezonie zasadniczym: 10 goli
  - Trzecie miejsce w klasyfikacji asystentów wśród obrońców w sezonie zasadniczym: 20 asyst
  - Pierwsze miejsce w klasyfikacji asystentów wśród obrońców w sezonie zasadniczym: 30 punktów
  - Trzecie miejsce w klasyfikacji +/− w sezonie zasadniczym: +31
  - Pierwsze miejsce w klasyfikacji strzelców goli wygrywających mecz w sezonie zasadniczym: 4